# Iñigo Larrainzar
Pour les articles homonymes, voir Inigo.
Iñigo Larrainzar (né le 5 juin 1971 à Pampelune) est un footballeur espagnol.

## Palmarès en club
Iñigo Larrainzar ne remporte aucun titre avec l'Osasuna Pampelune, mais marque plusieurs buts pour son club natal[Lequel ?] avant de rejoindre l'Athletic Bilbao, grand club du Pays basque et de l'Espagne. Il ne gagne aucun titre non plus avec ce club basque, et son meilleur parcours est en Championnat d'Espagne de football en 1998 où l'Athletic Bilbao arrive second au Championnat espagnol.

## En sélection
Appelé par l'Équipe d'Espagne de football en 1994 à 1995, il ne peut jouer une seule sélection avec l'équipe espagnole et n'inscrit donc aucun but. Son seul match en sélection est à Vigo le 19 janvier 1994 pour un match contre le Portugal, où le score est 2-2.